# 공무원의 선거운동기획 참여 금지 사건
공무원의 선거운동기획 참여 금지 사건은 공직선거법 제86조 제1항 제2호 등 위헌확인에 대한 대한민국 헌법재판소 판례로 공무원이 자신의 선거운동의 기획하는 것이 정치적 표현의 자유를 침해하는지를 판시한 중요한 사건이다.

## 사실관계
공직선거법은 공무원이 선거운동의 기획에 참여하거나 그 기획의 실시에 관여하는 행위를 못하도록 하고 있었는데 지방자치단체장인 청구인들은 이 법이 자신들의 기본권을 침해하고 있다고 주장하며 헌법소원심판을 청구하였다.

## 관련조문

### 공직선거법
제255조 (부정선거운동죄)

## 결론
한정위헌

## 이유

### 명확성의 원칙위배 여부
공무원이 선거운동의 효율적 수행을 위한 일체의 계획 수립에 참여하는 행위 또는 그 계획을 직접 실시하거나 실시에 관하여 지시, 지도하는 행위를 함으로써 선거에 영향을 미치는 것을 금지하는 것은 명확성의 원칙에 위배되지 않는다.

### 침해되는 기본권
선거운동의 기획행위는 공직출마를 곧바로 제한하는 것은 아니어서 공무담임권보다는 정치적 표현의 자유와 더 밀접한 관계에 있다.

### 비례원칙 위배여부
선거의 공정성을 확보하기 위하여 선거에 대한 부당한 영향력의 행사 기타 선거결과에 영향을 미치는 행위를 금지하여 선거에서의 공무원의 중립의무를 실현하고자 한다면, 공무원이 '그 지위를 이용하여'하는 선거운동의 기획행위를 막는 것으로 충분하며, 그 지위를 이용함이 없이 하는 선거운동의 그러한 준비행위를 허용한다고 해서 그것이 선거의 영향을 미친다고는 보이지 않는다. 수단의 적정성과 피해의 최소송 원칙에 반한다. 선거운동의 기획행위를 일체 금지하는 것은 정치적 의사표현의 자유라는 개인의 기본권을 중대하게 제한한다.

### 평등권 침해여부
공무원이라 하더라도 그 지위를 이용하지 않고 사적인 지위에서 선거운동의 기획행위를 하는 것까지 금지하는 것은 평등권을 침해한다.

## 참고 문헌
- 헌법재판소 판례 2008.5.29. 2006헌마1096
- "인권위, 공무원 정치 활동 제한은 "위헌 소지"" 오마이뉴스  2009.11.17
- “공무원도 개인으로서 헌법상 표현의 자유 보장해야” 국가인권위원회 휴먼레터 2009년 12월 2일 보관됨 2016-03-04 - 웨이백 머신

## 같이 보기
- 표현의 자유